# ドラゴンズTODAY
『ドラゴンズTODAY』（ドラゴンズトゥデイ）は、東海テレビが放送しているプロ野球チーム中日ドラゴンズに関するミニ番組。

## 番組内容
ドラゴンズの試合がある日
ドラゴンズ戦の結果・途中経過を速報する。試合の映像は使用せず、スタジオから東海テレビの女性アナウンサーがポロシャツを着て伝える。ドラゴンズの試合がデーゲームの場合もこのパターンになる。
ドラゴンズのナイター試合があり、かつ東海テレビがその試合を中継をした日
20:54までの中継を担当した実況アナウンサーが引き続き登場し、経過を速報する（事実上のナイター延長枠になる）。スタジオは使用せず、生中継の球場の映像が流れる。この日のプロ野球中継終了間際、試合がまだ続いている場合には、「この試合の結果はドラゴンズTODAYでお伝えします」という旨のテロップが表示される。また、ドラゴンズTODAY終了時には、「この後は東海ラジオ ガッツナイターでお楽しみください」というテロップが表示される。
ドラゴンズの試合が無い日
女性アナウンサーがドラゴンズ選手の表情を伝える。シーズン中であれば番組自体は休止しない。

## 放送日時

### 放送時間
- シーズン中毎日 20:57 - 21:00
  - CMを除くと正味30秒。
  - 番組表・EPGなどでは「東海テレニュース・ドラゴンズTODAY (20:54-21:00)」とセットで案内される。
  - 特別番組などで放送時間は前後する。特に23時までに放送する枠が無い場合、休止になる場合もある。放送される日でも、編成上の理由から、新聞紙のテレビ欄に"東海テレニュース･ドラゴンズTODAY"と表示されない場合もある。その場合、EPGの番組情報内に<中断ニュースあり>との表記がなされる。

### 放送日について
公式戦開幕日にそのシーズンの放送を開始する。2006年までは、ドラゴンズがリーグ優勝をした場合には日本シリーズ終了まで放送し、リーグ優勝を逃した場合には逃した時点で放送を打ち切っていた。
2007年より導入されたクライマックスシリーズにおいては、同シリーズにドラゴンズが出場決定した場合のみ、同シリーズ以降も放送される。以降の放送有無に関しては、ドラゴンズの成績次第で変わる。つまり、同シリーズ導入以降は、「シーズン3位以上を逃した時点」で放送を打ち切ると思われるが、連日放送時代のドラゴンズは導入以降常に3位以上＝同シリーズ進出を決めており、基準は不明であった。
打ち切り以降のシーズンオフは放送せず、フジテレビ等と同様に番組告知を兼ねた天気予報を放送する（東海テレビ製作の昼ドラマが背景になることが多い）。ストーブリーグ情報やキャンプ情報、オープン戦速報は放送されない。
2014年は"東海テレニュース･ドラゴンズTODAY"の表記は原則土日のみ。平日に関しては"東海テレニュース"という表記で、"ドラゴンズTODAY"は放送されず、後番組の宣伝映像が流れる。平日に東海テレビで生中継する日は｢試合の経過(結果)は、午後8時54分からの東海テレニュースで｣という字幕テロップ及び実況アナによる案内が地上波中継の放送終了間際に行われる。
2015年は"東海テレニュース･ドラゴンズTODAY"の表記は不定期となり、シーズン中ながら天気予報を放送する日もある。

## 出演者
東海テレビの若手女性アナウンサーが担当する。